# FS ALe 792
Die Triebwagen der Baureihen ALe 792 der italienischen Ferrovie dello Stato (FS) waren leichte Elektrotriebwagen mit 79 Sitzplätzen, die im Schnellzugverkehr eingesetzt wurden. Die 12 Fahrzeuge mit beidseitig aerodynamischer Viperkopfform wurden von Breda gebaut und als ALe 79.2001 bis 79.2012 abgeliefert und waren bis in die 1980er Jahre im Einsatz.
Die 1935 bestellten Triebwagen wurden in den Jahren 1936 und 1937 geliefert. Sie waren technisch eine verkürzte und weniger luxuriöse Variante des ETR 200 und hatten viele Gemeinsamkeiten mit den Baureihen ALe 882 und ALe 402.
Sie waren am Anfang dem Depot Napoli Campi Flegrei und verkehrten von Neapel Richtung Norden und Süden auf der Bahnstrecke entlang dem Tyrrhenischen Meer. Die mit den Triebwagen angebotenen Züge waren sehr erfolgreich, sodass sie oft mit drei Fahrzeugen in Mehrfachtraktion geführt werden mussten. Dabei stellte sich die fehlende Möglichkeit zum Übergang zum Nachbarfahrzeug als Nachteil heraus, denn jeder Triebwagen musste sein eigenes Zugbegleiterpersonal haben. Diese hatte zur Folge, dass später bestellten Baureihen ALe 790 und ALe 880 ein- oder beidseitig mit Personenübergängen ausgerüstet wurden.
In der zweiten Hälfte der 1950er Jahre wurden alle Triebwagen nach Foggia in Apulien verlegt, von wo sie oft in Doppel- oder Dreifachtraktion auf der Strecke entlang der Adria verkehrten oder als Alleinfahrer in Richtung Benevento oder auf der kurzen Strecke Margherita di Savoia-Ofantino–Margherita di Savoia eingesetzt wurden. Bis Mitte der 1970er führten die Züge in Dreifachtraktion oft zwei Centoporte-Wagen mit, die Züge in Doppeltraktion einen.
Gegen Ende der 1980er Jahre wurden keine Revisionen mehr an den ALe 792 durchgeführt und revisionsfällige Fahrzeuge abgestellt. Die letzten Triebwagen verkehrten noch für den FS-Personaltransport in Bari, Foggia und Bologna.